# زواج المثليين في كوستاريكا
زواج المثليين غير معترف به حاليًا في كوستاريكا. ومع ذلك، في 8 أغسطس 2018، أعلنت المحكمة العليا أن أقسام قانون الأسرة التي تحظر زواج المثليين غير دستورية، ومنحت الجمعية التشريعية 18 شهرًا لإصلاح القانون وفقًا لذلك، وإلا فسيتم إلغاء الحظر تلقائيًا. تم نشر الحكم في الجريدة القضائية في 26 نوفمبر 2018، مما يعني أن زواج المثليين سيصبح قانونيًا في 26 مايو 2020 على أبعد تقدير. جاء ذلك عقب حكم أصدرته محكمة الدول الأمريكية لحقوق الإنسان في يناير 2018 يفيد بأن الدول الموقعة على الاتفاقية الأمريكية لحقوق الإنسان مطالبة بالسماح بزواج المثليين.

## الاتحاد المدني
تمت مناقشة الاعتراف القانوني بالاتحادات المثلية بشكل دوري منذ عام 2007، مع ظهور التقاش في مايو 2009 وتسبب في جدل كبير بسبب التأثير القوي للكنيسة الكاثوليكية في البلاد.
في عام 2008، طلبت مجموعة معارضة للاعتراف القانوني بالعلاقات المثلية من السلطة الانتخابية في كوستاريكا، وهي المحكمة الانتخابية العليا إجراء استفتاء حول هذا الموضوع، وهو إجراء عارضته معظم المنظمات التي تدعم الاتحادات المدنية المثلية في البلاد. في 1 أكتوبر 2008، أذنت بورصة طوكيو للمجموعة ببدء جمع التواقيع المطلوبة بموجب القانون لبدء الاستفتاء (5% من الناخبين المسجلين). بحلول يوليو 2010، تم جمع التواقيع المطلوبة وبدأت المحكمة الانتخابية العليا عملية إجراء الاستفتاء في 5 ديسمبر 2010. وفي غضون ذلك، طلبت العديد من المنظمات والأفراد، بما في ذلك مكتب أمين المظالم في كوستاريكا، من المحكمة العليا النظر في مشروعية الاستفتاء المقترح. في 10 أغسطس 2010، أعلنت المحكمة العليا أن مثل هذا الاستفتاء غير دستوري. وخلصت المحكمة إلى أن الأزواج المثليين يشكلون مجموعة أقلية محرومة خاضعة للتمييز، وأن السماح بإجراء استفتاء بشأن حقوقهم من شأنه أن يمكّن الأغلبية من غير مجتمع المثليين من تقييد حقوقهم، وبالتالي زيادة التمييز. ثم أحيل الأمر على الكونغرس في كوستاريكا لتشريع الاتحادات المثلية.
في 2 يوليو 2013، أقرت الجمعية التشريعية بالإجماع إجراءً من شأنه تقنين الاتحادات المدنية من نفس الجنس كجزء من مشروع قانون أكبر يعدل «قانون الشباب العام» (بالإسبانية: Ley General de la Persona Joven)‏. تم الإقرار على نطاق واسع بأن إقرار مشروع القانون كان خطأ من قبل المشرعين الذين لم يكونوا على علم بتداعياته؛ وكان من بين الذين صوتوا على مشروع القانون مشرعين معارضين لحقوق المثليين. الخطأ، ومع ذلك، لم يؤثر على مشروعية مشروع القانون. غير مشروع القانون المادة 22 من قانون الشباب العام للاعتراف: «الحق في الاعتراف دون تمييز بما يتعارض مع كرامة الإنسان والآثار الاجتماعية والاقتصادية للشراكات المنزلية التي تشكل علنًا، فريدة من نوعها ومستقرة، مع أهلية قانونية للزواج لأكثر من ثلاث سنوات.» غير مشروع القانون أيضًا قانون الأسرة في البلاد للسماح للشركاء الذين يعيشون معًا لمدة ثلاث سنوات أو أكثر بالاعتراف بأن لديهم زواجًا بحكم القانون العام، مما يمنحهم مزايا الشركاء القانونيين مثل النفقة. لم تعرّف النسخة النهائية المعتمدة من مشروع القانون الزواج بأنه بين الأشخاص المغايرين فقط. في 4 يوليو 2013، وقعت الرئيسة لورا تشينتشيلا مشروع القانون في القانون. وقال بيان لوزير الاتصالات إن الأمر لا يعود إلى حقها في استخدام حق النقض ضد مشروع القانون وأن مسؤولية تفسيره تقع على عاتق المشرعين والقضاة.
في يوليو 2013، تقدم زوجان مثليان باستئناف لدى المحكمة العليا للمطالبة بالاعتراف باتحادهم بموجب القانون الجديد. وقال نشطاء حقوق المثليين الذين ردوا على القانون إنه يحتاج إلى النجاة من الطعن الدستوري في المحكمة. ذكر بعض المحامين الدستوريين أن الشركاء المثليين «ما زالوا يفتقرون إلى الأهلية القانونية» لإضفاء الطابع الرسمي على اتحادهم، على الرغم من إقرار مشروع القانون.
في 3 كانون الأول/ديسمبر 2014، أكدت نائبة الرئيس آنا هيلينا شاكون إيشفيريا أن أربعة مقترحات للاتحادت المثلية ستتم مناقشتها ابتداءً من يناير 2015. وقال الرئيس لويس غييرمو سوليس في 27 نوفمبر إنه يؤيد مبادرة المساكنة لمنح الشركاء حقوقًا اقتصادية، ولكن ليس أي من مقترحات الاتحاد المدني التي تعادل الزواج. في منتصف مارس 2015، تم تقديم ودراسة مقترحين حكوميين. في 12 أغسطس 2015، أرسلت الحكومة اقتراح شراكة إلى جلسات استثنائية للجمعية التشريعية، تسعى لجعل المادة 242 من تعريف قانون الأسرة للمساكنة محايدة جنسيا.
في يونيو 2015، منح قاض في كوستاريكا زواجًا من القانون العام لزوجين مثليين، هما جيرالد كاسترو وكريستيان زامورا، استنادًا إلى حكمه الصادر في تشريع يوليو 2013. رفعت الجماعات المحافظة فيما بعد دعوى تتهم القاضي بانتهاك الواجب. برأت محكمة جنائية القاضي في أبريل 2018.
في أوائل يوليو 2018، قام ستة نواب من حزب الوحدة المسيحية الاجتماعية بتقديم مشروع قانون اتحاد مدني إلى الجمعية التشريعية، حيث يعارض الحزب تقنين زواج المثليين. وبموجب مشروع القانون المقترح، سيتم منح الشركاء المثليين تقريبا جميع حقوق الزواج.

## زواج المثليين

### تاريخ
في 23 مايو 2006، حكمت المحكمة العليا ضد الأزواج المثليين الساعين إلى الزواج قانونًا. في قرار 5-2، قضت المحكمة بأنه لا يشترط بموجب دستور البلاد الاعتراف بزواج المثليين في قانون الأسرة.
في 19 مارس 2015، تم تقديم مشروع قانون لتشريع زواج المثليين إلى الجمعية التشريعية من قبل النائبة ليخيا إيلينا فالاس رودريغيز من الجبهة العريضة. في 10 ديسمبر 2015، في 10 ديسمبر 2015، قامت جمعية 'الجبهة للمساواة في الحقوق' (بالإسبانية: Frente Por los Derechos Igualitarios)‏ ومجموعة من النواب من حزب العمل للمواطنين، و'حزب التحرير الوطني' و'حزب الجبهة العريضة' بتقديم مشروع قانون آخر. تم تقديم مشروع القانون إلى الجمعية التشريعية في 28 يناير 2016. في ديسمبر 2016، أعلن حزب العمل للمواطنين دعمه لزواج المثليين. يدعو مشروع المساواة في الزواج الأزواج المثليين إلى الحصول على نفس الحقوق التي يتمتع بها الأزواج المغايرون، بما في ذلك التبني. وبعد بضعة أيام، أعلن الرئيس لويس غييرمو سوليس، وهو عضو في حزب العمل للمواطنين، معارضته الشخصية لزواج المثليين. ومع ذلك، أكد التزامه بالموافقة على قانون المساكنة للشركاء المثليين.
شهدت كوستاريكا أول حالة زواج المثليين في عام 2015. وتمكّنت الزوجتان، لورا فلوريز-استرادا وجاسمين إليسوندو، من الزواج بسبب خطأ كتابي حيث تم تسجيل أحد الزوجتين على أنها من الجنس الآخر. في فبراير 2019، أسقطت الحكومة الدعوى القضائية ضد الزوجتين.
في أبريل 2017، طلب مواطن كوستاريكي ومواطن مكسيكي كانا قد تزوجا في المكسيك من سفارة كوستاريكا في مدينة مكسيكو الاعتراف بزواجهما المثلي. ومع ذلك، رفض السجل المدني في كوستاريكا طلبهم، بناءً على حظر زواج المثليين في البلاد. في مايو، استأنف الزوجان قرار السجل المدني، لكنه رفض طلبه مرة أخرى في يونيو. واستأنف الزوجان أمام المحكمة العليا للانتخابات، وقالا إنه إذا حكمت عليهما، فسوف يستأنفان أمام المحكمة العليا ثم إلى محكمة الدول الأمريكية لحقوق الإنسان.
كان من المقرر أن يتزوج أول زوجين مثليين في 20 يناير. ومع ذلك، في 18 يناير، ذكر المجلس الأعلى لكتاب العدل أن المسجلين لا يمكنهم أداء حالات زواج المثليين حتى يتم تغيير الأحكام في قانون الأسرة التي تحظر حالات الزواج هذه من قبل البرلمان أو إلغاءها من قبل المحكمة العليا. هذا وضع المجلس على خلاف مع الحكومة ومحكمة الدول الأمريكية لحقوق الإنسان، والتي ذكرت في حكمها أن التغيير التشريعي لم يكن ضروريًا. أعلن الزوجان اعتزامهما الطعن في قرار المجلس في الغرفة الدستورية بالمحكمة العليا (بالإسبانية: Sala IV)‏. أكد وزير العدل ماركو فيولي موقف الحكومة من أن قرار محكمة الدول الأمريكية لحقوق الإنسان كان ملزماً بالكامل لكوستاريكا.

#### ردود الفعل
تلتزم كوستاريكا منذ زمن طويل بالنظام القانوني للبلدان الأمريكية، وينص دستور كوستاريكا على وجه التحديد على أن الاتفاقيات الدولية للبلد لها الأسبقية على القوانين الوطنية. قضت المحكمة العليا في كوستاريكا مرارًا وتكرارًا بأن محكمة الدول الأمريكية لحقوق الإنسان هو المترجم النهائي للاتفاقية الأمريكية لحقوق الإنسان، وأن جميع أحكام المحكمة ملزمة تمامًا لكوستاريكا.
احتفل نشطاء المثليين ومجموعات حقوق الإنسان بقرار محكمة الدول الأمريكية لحقوق الإنسان، بينما أدانت الكنيسة الكاثوليكية والجماعات الإنجيلية ذلك. قوبل الحكم بالغضب بين الجماعات المحافظة والإنجيلية، التي قالت إن المحكمة لم تحترم قوانين كوستاريكا. دعا بعض المعارضين للحكم البلاد إلى ترك اختصاص المحكمة، الأمر الذي يتطلب تعديلا دستوريا. تتطلب التعديلات الدستورية أغلبية الثلثين في الجمعية التشريعية.
جادل العديد من مؤيدي القرار بأن التشريع المحلي ليس مطلوبًا لتشريع زواج المثليين، مشيرين إلى قرار محكمة عام 2016 بشأن تقنين التلقيح الصناعي، الذي قضت فيه محكمة الدول الأمريكية لحقوق الإنسان بأن المراسيم الرئاسية و/أو الحكومية كافية لتنفيذ قراراتها.
أعلن معظم المرشحين في الانتخابات الرئاسية في فبراير 2018 دعمهم أو استعدادهم لاحترام حكم محكمة الدول الأمريكية لحقوق الإنسان، باستثناء فابريسيو ألفارادو وستيفاني كامبوس وماريو ريندوندو، وجميعهم من الأحزاب المسيحية الصغيرة. كان المرشحون الآخرون يؤيدون بالفعل زواج المثليين قبل حكم محكمة الدول الأمريكية لحقوق الإنسان، بما في ذلك وزير العمل والضمان الاجتماعي السابق كارلوس ألفارادو من حزب العمل للمواطنين الحاكم، والنائب اليساري إدغاردو أرايا والناشط العمالي جون فيغا. أشار باقي المرشحين إلى أنهم يعارضون شخصيًا زواج المثليين ولكنهم على استعداد لقبول حكم المحكمة. ادعى فابريسيو ألفارادو، مبشر إنجيلي عن حزب الاستعادة الوطني، أن المحكمة قد «انتهكت» سيادة كوستاريكا. في الأيام التالية لحكم محكمة الدول الأمريكية لحقوق الإنسان، بدأ فابريسيو ألفارادو الاقتراع في المقام الأول بنسبة 17%، وهو ارتفاع من 3-5% قبل حكم المحكمة. زاد تأييد كارلوس ألفارادو، وهو مرشح يدعم زواج المثليين، زيادة كبيرة.
في الجمعية التشريعية الحالية، يدعم 8 من النواب ال10 عن حزب العمل للمواطنين وخوسيه ماريا فيلالتا، النائب الوحيد عن حزب الجبهة العريضة، زواج المثليين. أعرب نائبان المتبقيان عن حزب العمل للمواطنين وجميع النواب عن حزب التحرير الوطني، وحزب الوحدة المسيحي الاجتماعي، الحزب الجمهوري المسيحي الاجتماعي وحزب التكامل الوطني دعن عمهم للاتحادات المدنية المثلية فقط. من بين 14 نائبا عن «حزب إعادة البناء الوطني» المحافظ، لم يرد 12، وأبدى اثنان معارضتهما لزواج المثليين دون توضيح ما إذا كان سيدعمان الشراكات المدنية المثلية.
في جولة الإعادة للانتخابات الرئاسية في 1 أبريل 2018 بين كارلوس ألفارادو وفابريسيو ألفارادو، والتي وصفتها بعض وسائل الإعلام بأنها «استفتاء فعلي على زواج المثليين»، فاز مؤيد زواج المثليين كارلوس ألفارادو بأكثر من 60% من الأصوات. بعد فوزه، قال: «سأقود حكومة لجميع [الرجال] وجميع [النساء]. والتي تحمي جميع الناس، دون أي تمييز.»

### حكم المحكمة العليا 2018
في 24 يناير، طلب مركز العدل والقانون الدولي (بالإسبانية: Cejil)‏ من الغرفة الدستورية في المحكمة العليا (بالإسبانية: Sala IV)‏ أن تبت في مسألة زواج المثليين بسرعة. في 25 يناير، أوضح المجلس الأعلى لكتاب العدل موقفه، مشيرًا إلى أن كتاب العدل لا يمكنهم القيام بزواج المثليين حتى يصدر السجل المدني إرشادات حول تسجيل حالات الزواج هذه. على الرغم من ذلك، تزوج زوجان مثليان بنجاح من قبل كاتب عدل في فبراير 2018. واجه كاتب العدل المعني تحقيقًا، لكنه رفض أي مخالفات، مشيرًا إلى أنه يحترم القانون الدولي واتخذ موقفا ضد التمييز عند تزويج الزوجين. تم إلغاء الزواج في وقت لاحق. تقدم ثمانية من الأزواج المثليين بطلب لشهادات الزواج بحلول مايو 2018.
في 22 فبراير 2018، ذكرت «صحيفة لا ناسيون» أن الغرفة الدستورية في المحكمة العليا (بالإسبانية: Sala IV)‏ كانت تراجع ست دعاوى قضائية تسعى إلى تقنين زواج المثليين في البلاد. في 9 مارس 2018، أوصى النائب العام المحكمة بالامتثال لحكم محكمة الدول الأمريكية لحقوق الإنسان وإعلان المادة 14 من قانون الأسرة، التي تحظر زواج المثليين، غير دستورية. في 14 مايو 2018، ذكرت المحكمة الانتخابية العليا أن الأزواج المثليين لا يمكن أن يتزوجوا إلا إذا ألغيت الجمعية التشريعية المادة 14 من قانون الأسرة أو ألغتها المحكمة العليا.
في 18 يوليو، تم الإعلان عن أن الغرفة الدستورية في المحكمة العليا (بالإسبانية: Sala IV)‏ ستحكم في قضيتين من 2013 و 2015 للطعن في دستورية المادتين 14 و 242 من قانون الأسرة، وكذلك المادة 4 من قانون الشباب العام 2013، في النصف الأول في أغسطس 2018. في 3 أغسطس، قدم مفوض شؤون السكان من مجتمع المثليين في رئاسة الجمهورية، لويس سالازار، خطابًا يطلب من الغرفة الدستورية في المحكمة العليا (بالإسبانية: Sala IV)‏ تقنين زواج المثليين، الذي وقعه 182 شخصية، بما في ذلك الرؤساء السابقين لويس غييرمو سوليس، لورا تشينشيلا، أوسكار آرياس سانشيز وهابيل باتشيكو.
في 8 آب/أغسطس 2018، أعلنت الغرفة الدستورية في المحكمة العليا (بالإسبانية: Sala IV)‏ أن جميع المواد المذكورة الثلاثة غير دستورية، ومنحت الجمعية التشريعية 18 شهرًا (منذ نشر الحكم) لتعديل القوانين وفقًا لذلك. إذا لم تمتثل الجمعية، فإن كل من زواج المثليين والاتحادات المثلية بحكم الأمر الواقع سيصبحان قانونيين تلقائيًا عند انقضاء الموعد النهائي. رحب الرئيس كارلوس ألفارادو بالقرار، لكن العديد من المشرعين أعربوا عن شكوكهم في أن الجمعية التشريعية ستعدل القانون قبل الموعد النهائي.
في 14 نوفمبر، أصدرت المحكمة الحكم الكتابي الكامل، والذي تم نشره في الجريدة القضائية في 26 نوفمبر 2018.
تحسبا لبدء سريان الحكم، نُشرت مبادئ توجيهية جديدة تتيح للأزواج المثليين الحصول على بدل سكن إذا كانوا يعيشون معا لمدة ثلاث سنوات في الجريدة الرسمية «لا غاسيتا» (بالإسبانية: La Gaceta)‏ في فبراير 2019. وقد تم اعتماد المبادئ التوجيهية في الامتثال لحكم محكمة الدول الأمريكية لحقوق الإنسان في عام 2018.
في فبراير 2019، قدمت مجموعة من النواب المحافظين تعديلاً دستوريًا لحظر زواج المثليين. وفقا للنواب، يتم دعم المبادرة من قبل 150,000 مواطن. يسعى مشروع القانون إلى تعديل المادة 52 من الدستور من النص الحالي: «الزواج هو الأساس الأساسي للأسرة ويستند إلى الحقوق المتساوية للزوجين» إلى «الزواج هو اتحاد رجل وامرأة، ويستند إلى حقوق متساوية للزوجين، وهي النواة الأساسية للأسرة». حضر إطلاق المبادرة كل من كتلة «حزب الجمهورية الجديدة»، النائب المستقل إريك رودريغيز ستيلر، وباتريشيا فيليغاس ألفاريز عن حزب التكامل الوطني، شيرلي دياز ميخياس من حزب الوحدة المسيحية الاجتماعية، وأعضاء عن الحزب الجمهوري المسيحي الاجتماعي. تتطلب التعديلات الدستورية أغلبية الثلثين في الجمعية التشريعية. صرح بعض الخبراء أن المبادرة لديها فرصة ضعيفة للنجاح، حيث تتطلب 38 صوتًا على الأقل، وقد أعلن رؤساء الكتل الحزبية الرئيسية بما في ذلك حزب التحرير الوطني وحزب العمل للمواطنين، وهما أكبر كتلتين، عن أنهما لن يدعما هذا الإجراء.

## الرأي العام
أظهر استطلاع للرأي أجري في الفترة بين 4 و 10 يناير 2012 أجرته صحيفة «لا ناسيون» أن 55% من سكان كوستاريكا يؤيدون عبارة «يجب أن يتمتع الأزواج المثليون بنفس الحقوق التي يتمتع بها الأزواج المغايرون»، بينما عارض 41%. كان الدعم أعلى بين الأشخاص الذين تتراوح أعمارهم بين 18 و 34 عامًا بنسبة 60%.
وفقًا لاستطلاع أجراه مركز بيو للأبحاث، والذي أجري بين 9 نوفمبر و 19 ديسمبر 2013، أيد 29% من سكان كوستاريكا زواج المثليين، وعارض 61% منهم ذلك.
أشار استطلاع للرأي أجراه مركز الدراسات الاستقصائية في أغسطس 2016 إلى أن 49% من سكان كوستاريكا يعارضون الاعتراف القانوني بالعلاقات المثلية، بينما أيده 45% منهم. كان 6% غير متأكدين.
أظهر مقياس الأمريكتين لعام 2017 أن 35% من سكان كوستاريكا يؤيدون زواج المثليين.
أشار استطلاع للرأي نشره في كانون الثاني/يناير 2018 من قبل مركز الدراسات الاستقصائية السياسية أن 35% من سكان كوستاريكا يؤيدون زواج المثليين، وبأن 59% منهم يعارضونه.